# Kanton Tinchebray
Kanton Tinchebray (francouzsky Canton de Tinchebray) byl francouzský kanton v departementu Orne v regionu Dolní Normandie. Tvořilo ho 15 obcí. Zrušen byl po reformě kantonů 2014.

## Obce kantonu
- Beauchêne
- Chanu
- Clairefougère
- Frênes
- Larchamp
- Le Ménil-Ciboult
- Moncy
- Montsecret
- Saint-Christophe-de-Chaulieu
- Saint-Cornier-des-Landes
- Saint-Jean-des-Bois
- Saint-Pierre-d'Entremont
- Saint-Quentin-les-Chardonnets
- Tinchebray
- Yvrandes